# Nadwódka

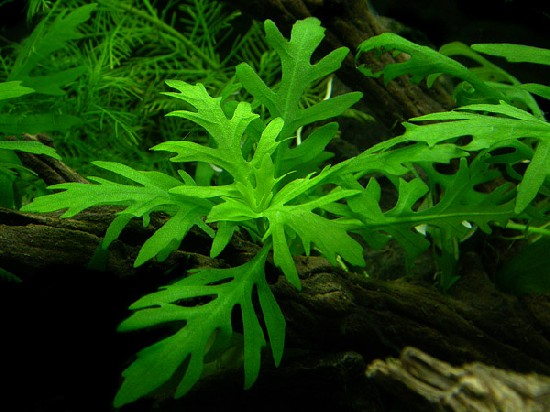
Hygrophila difformis

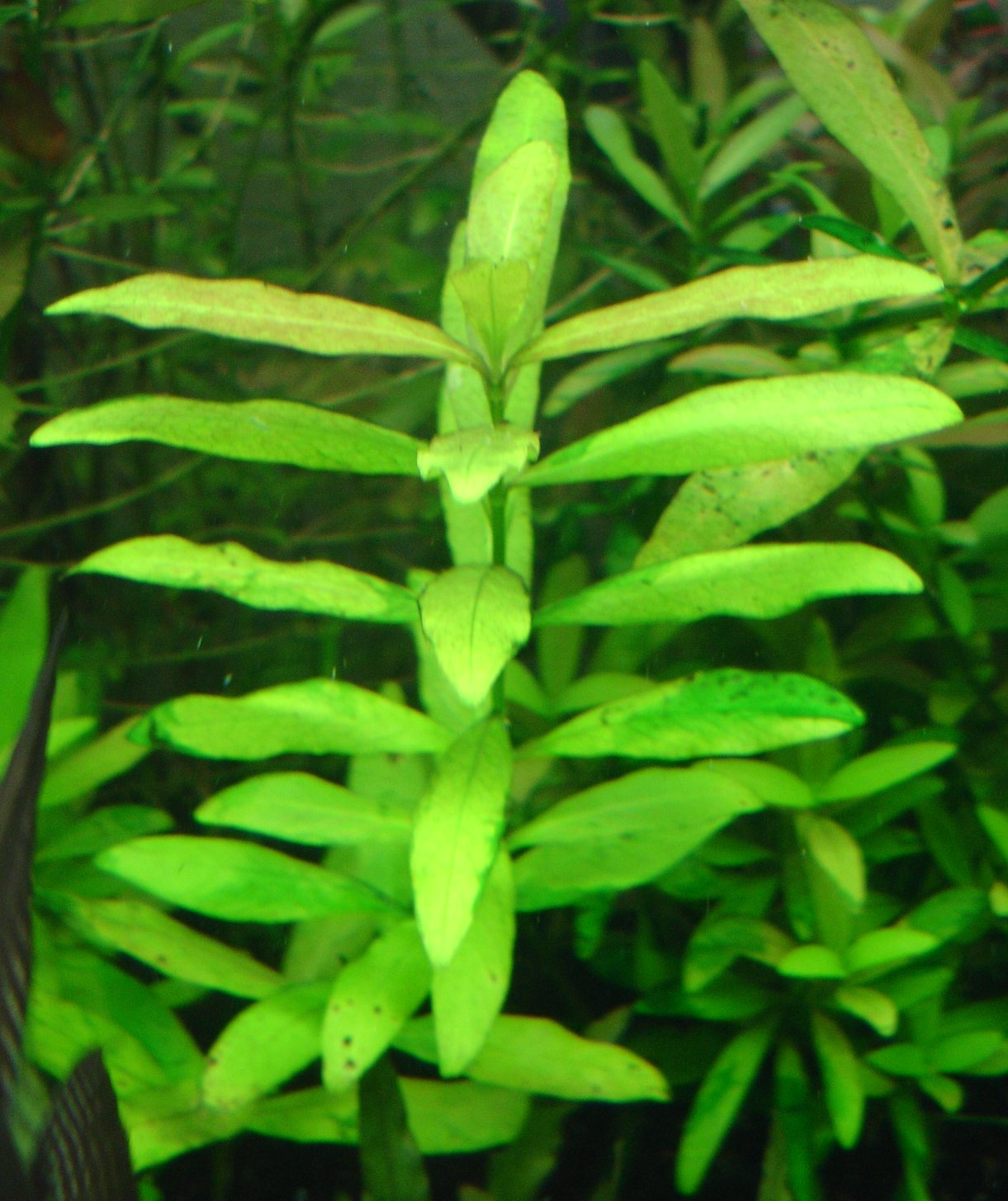
Hygrophila polysperma

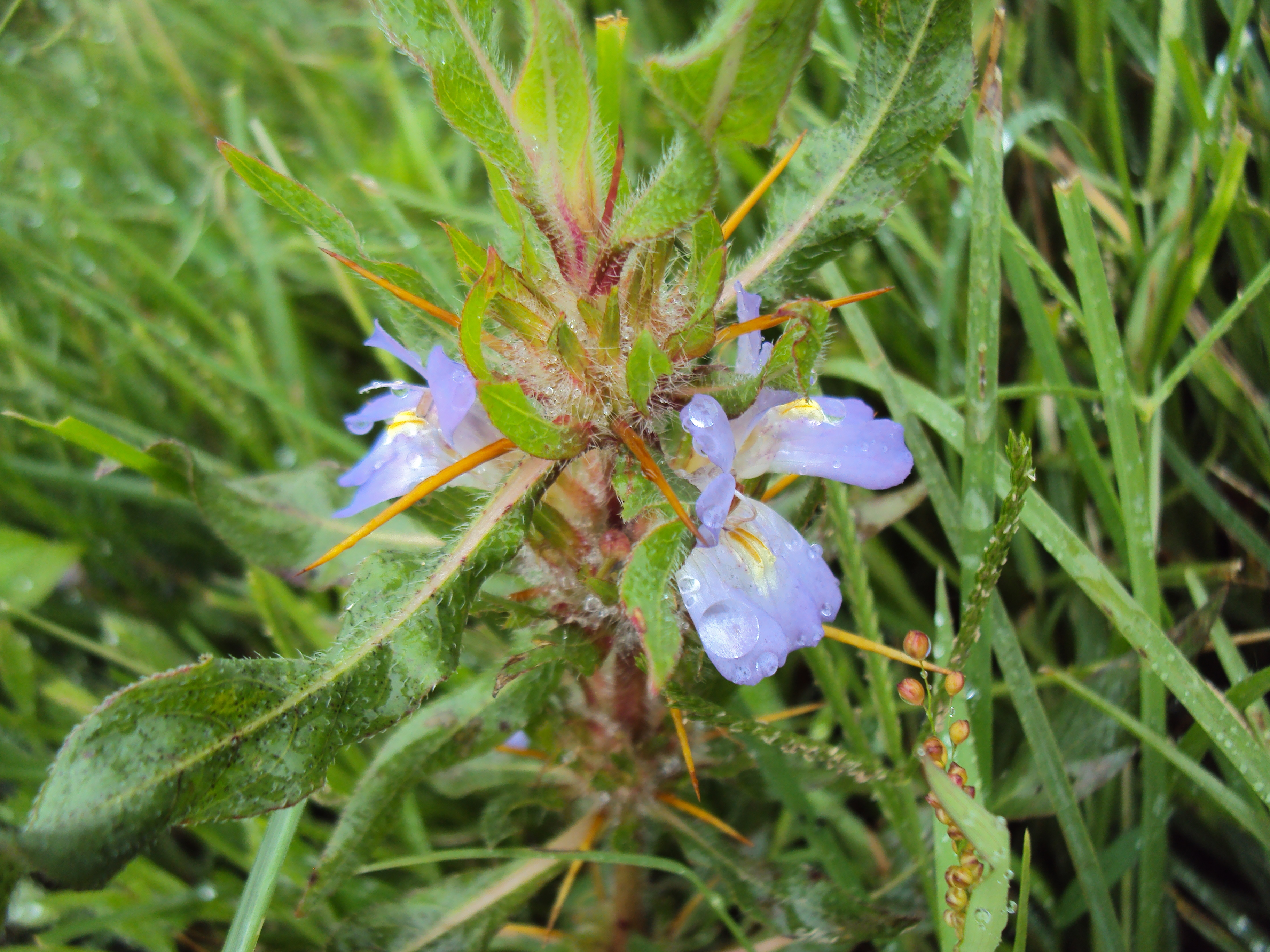
Hygrophila auriculata

Nadwódka (Hygrophila R.Br.) – rodzaj roślin należących do rodziny akantowatych (Acanthaceae). Obejmuje w zależności od ujęcia systematycznego od ok. 25 do ok. 100 gatunków (Plants of the World online wymienia 77 gatunków o nazwach zweryfikowanych). Rośliny te rosną w strefie międzyzwrotnikowej i w większości związane są z siedliskami wodnymi i bagiennymi. Rozprzestrzeniane są przez ptaki wodno-błotne, do których nóg przylepiają się ich lepkie nasiona.
Liczne gatunki uprawiane są jako rośliny akwariowe, najczęściej: nadwódka szerokolistna (dębolistna, bluszczowa) H. corymbosa, nadwódka trójkwiatowa H. difformis i nadwódka wielonasienna H. polysperma. Do walorów tych roślin, poza efektownym wyglądem, należą: małe wymagania, szybki (na ogół) wzrost i łatwość rozmnażania z sadzonek – nadają się one do każdego akwarium słodkowodnego. W dodatku duża różnorodność odmian (zwłaszcza H. corymbosa) pozwala dobrać rośliny z szerokiego spektrum różniącego się ubarwieniem i kształtem liści oraz formą wzrostu. Gdy pędy nadwódek wyrosną ponad powierzchnię wody – zakwitają.
Nadwódka trójkwiatowa jest częstym chwastem pól ryżowych w Azji Południowo-Wschodniej. H. obovata (H. schullii) w Indiach i na Sri Lance jest spożywana jako warzywo (na podobieństwo szpinaku), a lokalnie także wykorzystywana w ziołolecznictwie. Niektóre gatunki zawleczone poza obszar naturalnego występowania rozprzestrzeniają się inwazyjnie, np. azjatycka nadwódka wielonasienna w południowo-wschodniej części USA, a także azjatycka Hygrophila costata w północno-wschodniej Australii. W Polsce za gatunek zadomowiony uznana została nadwódka wielonasienna H. polysperma.

## Morfologia
PokrójRośliny zielne, zarówno byliny, jak i jednoroczne, czasem z cierniami wyrastającymi z kątów liści. Jak wiele innych roślin z rodziny akantowatych – w pędach zawierają cystolity.
LiścieNakrzyżległe, siedzące lub krótkoogonkowe, całobrzegie, karbowane lub faliste na brzegu. Często o różnych formach liści na pędach zanurzonych i wynurzonych, do silnie podzielonych pierzasto np. u nadwódki trójkwiatowej.
KwiatyZebrane w szczytowe kłosy lub zebrane po kilka w kątach liści. U niektórych gatunków wsparte przysadkami, u innych nie. Kielich jest tworzony jest przez pięć działek i zakończony pięcioma ząbkami. Płatki są zrośnięte i tworzą dwuwargową koronę z górną wargą dwułatkową i dolną trójłatkową. Górna łatka często dodatkowo jest ząbkowana. Pręciki dwa lub cztery, w tym drugim przypadku dwusilne, czasem dwa pręciki zredukowane do prątniczków. Zalążnia górna, dwukomorowa, z czterema lub wieloma zalążkami w każdej z komór. Szyjka słupka pojedyncza zakończona niepodzielonym lub lekko dwudzielnym znamieniem.
OwocePodługowate do równowąskich torebki zawierające liczne, dyskowate nasiona pokryte włoskami śluzowaciejącymi w kontakcie z wodą.

## Systematyka
Rodzaj z podplemienia Hygrophilinae z plemienia Ruellieae z podrodziny Acanthoideae w obrębie rodziny akantowatych Acanthaceae.
Wykaz gatunków
- Hygrophila abyssinica (Hochst. ex Nees) T.Anderson
- Hygrophila acinos (S.Moore) Heine
- Hygrophila acutangula Nees ex Mart.
- Hygrophila africana (T.Anderson) Heine
- Hygrophila albobracteata Vollesen
- Hygrophila angustifolia R.Br.
- Hygrophila anisocalyx Benoist
- Hygrophila anomala (Blatt.) M.R.Almeida
- Hygrophila asteracanthoides Lindau
- Hygrophila auriculata (Schumach.) Heine
- Hygrophila balsamica (L.f.) Raf.
- Hygrophila barbata (Nees) T.Anderson
- Hygrophila baronii S.Moore
- Hygrophila bengalensis S.K.Mandal, A.Bhattacharjee & Nayek
- Hygrophila biplicata (Nees) Sreem.
- Hygrophila borellii (Lindau) Heine
- Hygrophila brevituba (Burkill) Heine
- Hygrophila caerulea (Hochst.) T.Anderson
- Hygrophila cataractae S.Moore
- Hygrophila chevalieri Benoist
- Hygrophila ciliata (T.Anderson) Burkill
- Hygrophila ciliibractea Bremek.
- Hygrophila corymbosa (Blume) Lindau – nadwódka szerokolistna, n. dębolistna, n. bluszczowa
- Hygrophila costata Nees
- Hygrophila didynama (Lindau) Heine
- Hygrophila difformis (L.f.) Blume – nadwódka trójkwiatowa
- Hygrophila episcopalis (Benoist) Benoist
- Hygrophila erecta (Burm.f.) Hochr.
- Hygrophila glandulifera Nees
- Hygrophila gossweileri (S.Moore) Heine
- Hygrophila gracillima (Schinz) Burkill
- Hygrophila griffithii (T.Anderson) Sreem.
- Hygrophila guianensis Nees
- Hygrophila hippuroides Lindau
- Hygrophila hirsuta Nees
- Hygrophila humistrata Rizzini
- Hygrophila incana Nees
- Hygrophila intermedia J.B.Imlay
- Hygrophila laevis (Nees) Lindau
- Hygrophila limnophiloides (S.Moore) Heine
- Hygrophila linearis Burkill
- Hygrophila madurensis (N.P.Balakr. & Subr.) Karthik. & Moorthy
- Hygrophila mediatrix Heine
- Hygrophila meianthus C.B.Clarke
- Hygrophila micrantha (Nees) T.Anderson
- Hygrophila modesta Benoist
- Hygrophila mutica (C.B.Clarke) Vollesen
- Hygrophila niokoloensis Berhaut
- Hygrophila odora (Nees) T.Anderson
- Hygrophila okavangensis P.G.Mey.
- Hygrophila origanoides (Lindau) Heine
- Hygrophila palmensis Pires de Lima
- Hygrophila paraibana Rizzini
- Hygrophila parishii (T.Anderson) Karthik. & Moorthy
- Hygrophila perrieri Benoist
- Hygrophila petiolata (Decne.) Lindau
- Hygrophila phlomoides Nees
- Hygrophila pinnatifida (Dalzell) Sreem.
- Hygrophila pobeguinii Benoist
- Hygrophila pogonocalyx Hayata
- Hygrophila polysperma (Roxb.) T.Anderson – nadwódka wielonasienna
- Hygrophila pusilla Blume
- Hygrophila richardsiae Vollesen
- Hygrophila ringens (L.) R.Br. ex Spreng.
- Hygrophila sandwithii Bremek.
- Hygrophila senegalensis (Nees) T.Anderson
- Hygrophila serpyllum (Nees) T.Anderson
- Hygrophila spiciformis Lindau
- Hygrophila stocksii T.Anderson ex C.B.Clarke
- Hygrophila subsessilis C.B.Clarke
- Hygrophila surinamensis Bremek.
- Hygrophila thwaitesii (T.Anderson) Heine
- Hygrophila thymus (Nees) Sunojk. & M.G.Prasad
- Hygrophila tyttha Leonard
- Hygrophila uliginosa S.Moore
- Hygrophila urquiolae Greuter, R.Rankin & Palmarola
- Hygrophila velata Benoist